# Sienno Górne
Sienno Górne (deutsch Gut Schöneu B) ist ein Wohnplatz in der Woiwodschaft Westpommern in Polen. Er gehört zur Gmina Radowo Małe (Gemeinde Klein Raddow) im Powiat Łobeski (Labeser Kreis).
Der Wohnplatz liegt in Hinterpommern, etwa 60 Kilometer nordöstlich von Stettin und etwa 18 Kilometer westlich der Kreisstadt Labes. 
Der Wohnplatz ist aus dem Gut Schöneu B hervorgegangen, das etwa 1 Kilometer nördlich des Dorfes Schöneu in der Feldmark angelegt worden war. Der Gutsbezirk Schöneu B zählte im Jahre 1910 76 Einwohner.
Später wurde der Gutsbezirk Schöneu B, wie auch der Gutsbezirk Schöneu A, in die Landgemeinde Schöneu eingemeindet. Bis 1945 bildete Gut Schöneu B einen Wohnplatz in der Gemeinde Schöneu und gehörte mit dieser zum Kreis Regenwalde der preußischen Provinz Pommern.
Nach dem Zweiten Weltkrieg kam das Schöneu Gut B, wie ganz Hinterpommern, an Polen. Es erhielt den polnischen Ortsnamen „Sienno Górne“. Heute liegt der Wohnplatz in der polnischen Gmina Radowo Małe (Gemeinde Klein Raddow), in der er zum Schulzenamt Sienno Dolne (Schöneu) gehört.